# レグヘモグロビンレダクターゼ
レグヘモグロビンレダクターゼ(leghemoglobin reductase)は、次の化学反応を触媒する酸化還元酵素である。
NAD(P)H + H+ + 2 フェリレグヘモグロビン {\displaystyle \rightleftharpoons } NAD(P)+ + 2 フェロレグヘモグロビン
反応式の通り、この酵素の基質はNADH（NADPH）とH+とフェリレグヘモグロビン、生成物はNAD+（NADP+）とフェロレグヘモグロビンである。
組織名はNAD(P)H:ferrileghemoglobin oxidoreductaseで、別名にferric leghemoglobin reductaseがある。